# Охойно
Охо́йно (пол. Ochojno) — село в Польше в сельской гмине Свёнтники-Гурне Краковского повета Малопольского воеводства.

## География
Село располагается в 4 км от административного центра гмины города Свёнтники-Гурне и в 11 км от административного центра воеводства города Краков. Входит в городскую агломерацию Кракова.
В 1975—1998 годах село входило в состав Краковского воеводства.

## Население
По состоянию на 2013 год в селе проживало 1581 человек.
| 2010 | 2013 |
| ---- | ---- |
| 1492 | 1581 |

| Перепись  | Всего   | Всего | Женщины | Женщины | Мужчины | Мужчины |
| --------- | ------- | ----- | ------- | ------- | ------- | ------- |
| Единицы   | человек | %     | человек | %       | человек | %       |
| Население | 1581    | 100   | 780     | 49,33   | 801     | 50,67   |

## Социальная структура
В селе действует начальная школа имени Михалина Стасюковой. С 1984 года в селе действует футбольный клуб «LKS Pasternik».

## Достопримечательности
- Усадьба Урбановичей. Памятник культуры Малопольского воеводства[4].